# Espectroscopia dieléctrica
A espectroscopia dieléctrica mede as propriedades dieléctricas de um meio como função da frequência. O método baseia-se na interacção de um campo externo com o momento dipolar eléctrico de uma amostra, muitas vezes expressa como permissividade.